# Newcastle Brown Ale

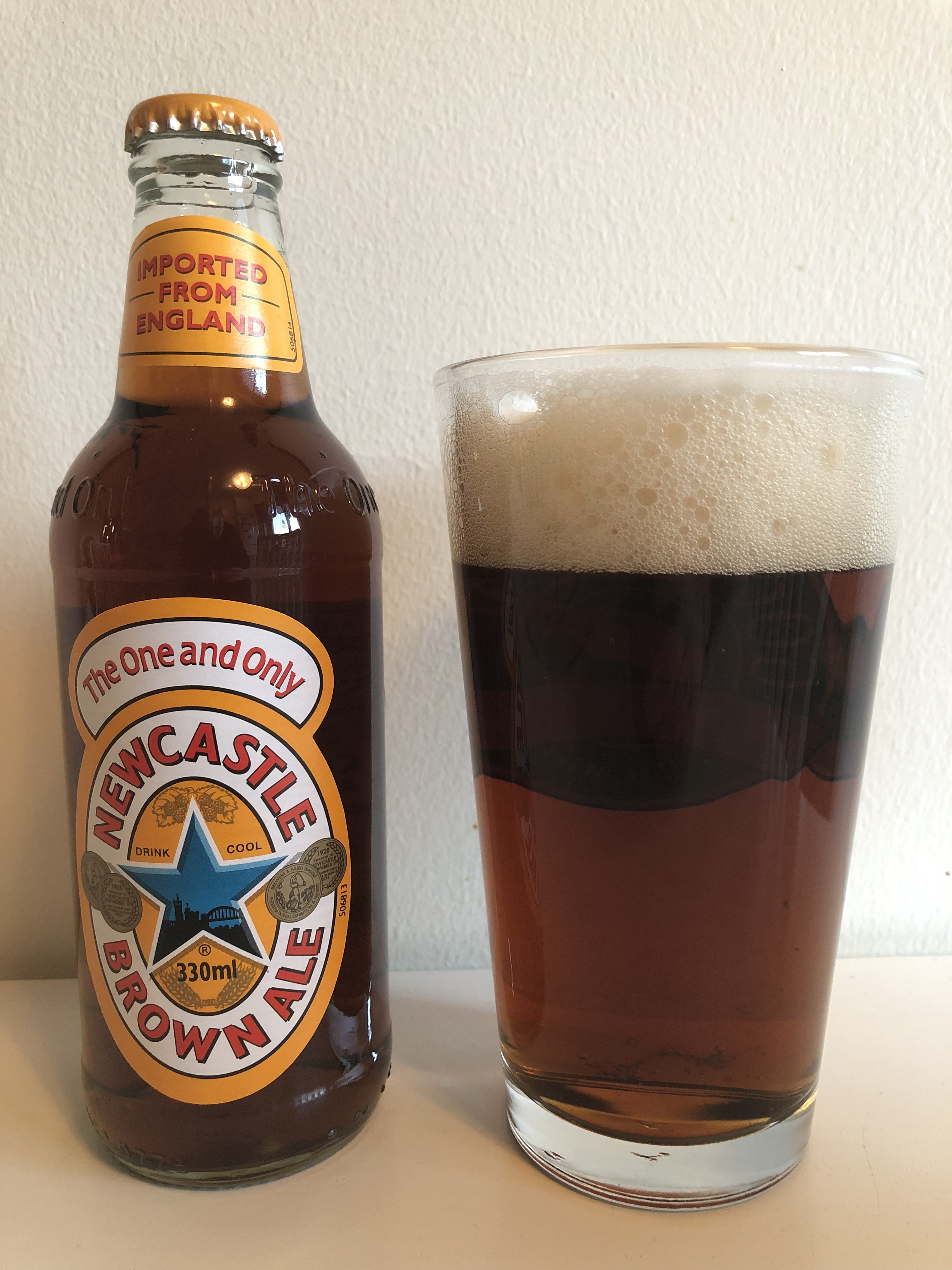
Newcastle Brown Ale (Importflasche)

Newcastle Brown Ale ist der Markenname eines dunklen Bieres, das von 1927 bis 2008 in der englischen Stadt Newcastle upon Tyne gebraut wurde. Die Marke war bis 2007 eine geschützte geographische Angabe.

## Geschichte
1770 wurde in Newcastle die Brauerei John Barras & Company gegründet. 1890 schloss diese sich mit mehreren kleineren Brauereien zu The Newcastle Breweries Ltd. zusammen. Newcastle Brown Ale wurde für diese Firma erstmals 1927 von einem Braumeister namens Jim Porter gebraut. Nach drei Jahren intensiver Forschung war ein obergäriges Bier mit malzig-süßem Aroma entstanden, welches sich zum beliebtesten in Flaschen abgefüllten Ale Englands entwickeln sollte. 1928 gewann Newcastle Brown Ale, auch Newkie genannt, die Goldmedaille auf der „International Brewers Exhibition“ in London. Andere Preise folgten – daher die Medaillen auf dem Etikett. 1960 folgte der Zusammenschluss mit Scottish Brewers zu Scottish & Newcastle, womit der internationale Aufstieg begann. Jedes Jahr werden allein in Großbritannien über 41 Millionen Flaschen verkauft; somit ist Newcastle Brown dort Marktführer bei den Ales. Mittlerweile wird das beliebte Bier in über 40 Länder exportiert. Bedingt durch die Übernahme der Scottish & Newcastle im Frühjahr 2008 durch ein Konsortium der Brauereiriesen Carlsberg und Heineken wird Newcastle Brown Ale seitdem unter der Regie von Heineken vertrieben.

## Merkmale
Newcastle Brown Ale hat 4,7 Volumenprozent Alkohol, ist bernsteinfarben und malzig-süß im Geschmack, mit deutlichen Röstaromen sowie einer feinen Karamelnote. Bezeichnend für die 550-ml-Flaschen (die Menge kommt einem englischen Pint sehr nahe) ist der unterhalb des Flaschenhalses eingravierte Schriftzug The One and Only. In Großbritannien ist Newcastle Brown Ale außerdem in entsprechenden Dosen erhältlich, die ungraviert sind.
Ein verbreiteter Spitzname ist The Dog nach der Redewendung to see a man about a dog (deutsch etwa: „einen Mann wegen eines Hundes aufsuchen“), einem traditionellen englischsprachigen Euphemismus für Alkoholkonsum.